# Phrynosoma mcallii
Espèce
Synonymes
- Anota mcallii Hallowell, 1852

Statut de conservation UICN

 NT  : Quasi menacé
Phrynosoma mcallii est une espèce de sauriens de la famille des Phrynosomatidae.

## Répartition
Cette espèce se rencontre :
- aux États-Unis dans le sud-ouest de l'Arizona et dans le sud-est de la Californie ;
- au Mexique dans le nord-ouest du Sonora et dans le nord-est de la Basse-Californie.

## Étymologie
Cette espèce est nommée en l'honneur de George Archibald McCall (1802-1868).

## Publication originale
- Hallowell, 1852 : Descriptions of new species of reptiles inhabiting North America. Proceedings of the Academy of Natural Sciences of Philadelphia, vol. 6, p. 177-182 (texte intégral).